# Musashinonomori Park
Der Musashinonomori Park (engl.; japanisch 武蔵野の森公園 Musashino no mori kōen, wörtlich der „Wald-von-Musashino“-Park) ist ein Park in der Region Musashino der japanischen Hauptstadtpräfektur Tokio. Der Park liegt im Grenzgebiet der Städte Mitaka, Fuchū und Chōfu neben dem Flughafen Chōfu.
Eröffnet wurde der Park am 1. April 2000 und ist vom „Wald von Musashino“ umgeben. Im Rahmen der Olympischen Sommerspiele 2020 fand im Musashinonomori Park der Start für die Straßenrennen im Radsport statt.